# Kósa György
Kósa György (Budapest, 1897. április 24. – Budapest, 1984. augusztus 16.) magyar zeneszerző, zongoraművész.

## Élete, munkássága

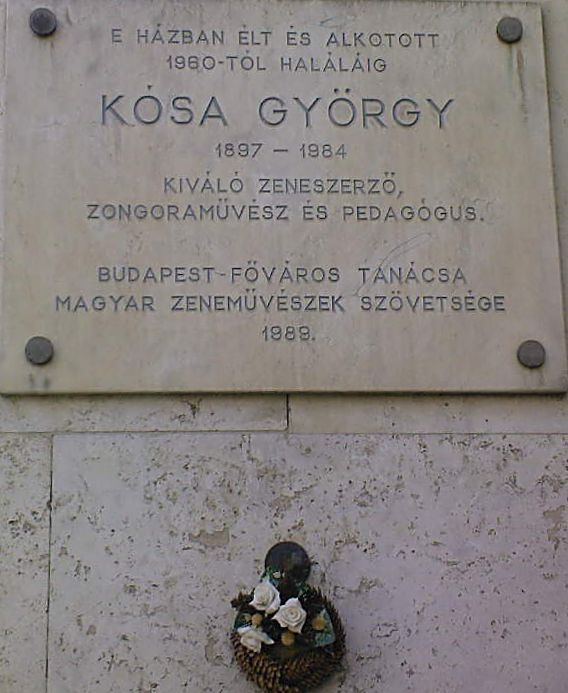
Emléktáblája egykori lakhelyén (XII. ker., Maros utca 28)

Kósa Vilmos ügyvéd és Windt Olga (1868–1930) fia. Édesanyja fontosnak tartotta fia zenei neveltetését, ezért már gyerekként elkezdhette zenei tanulmányait. Zongoratanárnője hétéves korában bemutatta Bartók Bélának, aki azonnal felfigyelt tehetségére. 1905-től 1916-ig a Zeneakadémián tanult, ahol zeneszerzés-tanára Siklós Albert, Herzfeld Viktor és Kodály Zoltán, zongoratanára Bartók Béla és Dohnányi Ernő volt. Első művét, a Boszorkánytánc című scherzót 1915-ben mutatták be. Diplomája megszerzése után, 1916-ban a budapesti Operaház korrepetitora lett, ahol részt vett Bartók Fából faragott királyfi című táncjátéka bemutatójának előmunkálataiban. 1917-től zongoraművészként hangversenyezett – először Vecsey Ferenc és Koncz János hegedűművészek zongorakísérőjeként, majd szólóban – Magyarországon, Németországban, Ausztriában, Olaszországban és Afrikában. 1920-tól 1920-ig a tripoliszi színház karmestere volt. 1922-ben Dohnányi Ernő mutatta be Hat darab című művét, amit később, 1925-ben Erich Kleiber karmester is előadott a prágai IGNM (Internationale Gesellschaft für Neue Musik) fesztiválon. Az 1920-as években részt vett a Modern Magyar Muzsikusok társaságának megalapításában (Kadosa Pállal, Kelen Hugóval, Szabó Ferenccel és Szelényi Istvánnal). 1927-től 1960-ig a Zeneművészeti Főiskola zongoratanára volt. 1944-ben munkaszolgálatosként Fertőrákosra hurcolták. Távollétében, 1944 végén, feleségét és Jutka nevű kislányát a nyilasok meggyilkolták. Fia, Kósa Gábor szintén zeneszerző és hangszeres művész (ütőhangszerek, zongora, orgona, csembaló), aki testvérével együtt sokat tevékenykedik apja hagyatékának ápolása terén.
Kósa a klasszikus zene széles műfaji területein alkotott: kilenc szimfóniát, nyolc vonósnégyest, nyolc operát, nyolc balettet, huszonöt oratóriumot és kantátát, három misét, számos kamara-, kórus- és szólóhangszeres művet stb. alkotott, de dalai is művészetének fontos vonulatát jelentik.

## Magánélete
Első felesége Molnár Mária (1899–1944) szobrász-grafikus volt, akivel 1921. október 8-án Budapest I. kerületében kötött házasságot. Második felesége egykori tanítványa, Ferch Stella volt, akitől két fia (Márton és Gábor) született. 1955-ben elhunyt második felesége. Harmadszor is megnősült, s nőül vette Kepes Annát.

## Díjai, elismerései
- Erkel Ferenc-díj (1955)
- Érdemes művész (1963)
- Kiváló művész (1972)